# 明治安田生命保険
明治安田生命保険相互会社（めいじやすだせいめいほけん、英称：Meiji Yasuda Life Insurance Company）は、東京都千代田区丸の内に本社を置く、三菱グループの大手生命保険会社。旧安田生命の流れから芙蓉グループ（みずほ銀行系列）にも属する。1881年に設立された。

## 概要
総資産、経常収益、保険料収入で業界第3位（かんぽ生命を除く）、4大生保の一角（日本生命保険、第一生命ホールディングス、明治安田生命保険、住友生命保険）である。三菱グループの明治生命保険と芙蓉グループ（旧富士銀行〈現みずほ銀行〉系）の安田生命保険が、明治生命保険を存続会社として2004年に合併し発足した。三菱・芙蓉グループに加え官公庁という強固な法人営業基盤を有しており、団体保険契約高は業界第1位である。また、財務の健全性に定評がある。
日本で初めて設立された生命保険会社である。前身会社である明治生命保険と安田生命保険はいずれも長い歴史を持ち、共に明治初期の創業である。明治生命保険は1881年7月9日に日本最初の生命保険会社として設立された。一方の安田生命保険も1880年に日本最古の生命保険組織として結成された共済五百名社をその起源とする。安田生命保険の会社としての設立は、1894年である。先の共済五百名社の運営に行き詰まった安田財閥創業者の安田善次郎が、矢野恒太の「相互主義」に賛同し、両者 を中心に共済生命保険が設立されたことによる。
東京・丸の内にある旧明治生命の旧本社屋（明治生命館）は1997年5月には昭和時代の建築物として初めて重要文化財に指定された。
2021年2月1日には日本女子プロゴルフ協会（JLPGA）とオフィシャルパートナー契約を締結。当初は、2024年1月までの3年間だったが、同年2月1日付で契約が更新され、2027年1月までに延長された。2024年シーズンからはJLPGAステップ・アップ・ツアーの賞金ランキングの呼称を「明治安田ステップ・ランキング」に変更。2025年シーズンでJLPGA主催のレギュラーツアー（明治安田レディスゴルフトーナメント）とレジェンズツアー（JLPGAレジェンズチャンピオンシップ明治安田カップ）の2大会の特別協賛社となったことで、2023年シーズンから特別協賛しているステップ・アップ・ツアー（明治安田レディスオープンゴルフトーナメント）と合わせ、JLPGA主催の全てのトーナメント（カテゴリー）に特別協賛する唯一の企業となった。
2024年1月16日、旧明治生命と旧安田生命の合併20周年を迎えるにあたり、正式社名を保持したまま、ブランド通称を「明治安田生命」から「明治安田」へリニューアルした。従来の生命保険業のみならず、健康寿命の充実、地方創成など、生命保険の枠を超えた企業姿勢を目指すことを打ち出している。これを機に、当社がタイトルパートナーとして協賛している明治安田Jリーグの創設時から今日まで現役選手として活躍している三浦知良（2024年・ポルトガル・オリベイレンセ所属）を新たな企業タレント（イメージキャラクター）に招き、同氏協賛により11000個のサッカーボールを全国の子どもたちに寄贈した。

## 系列

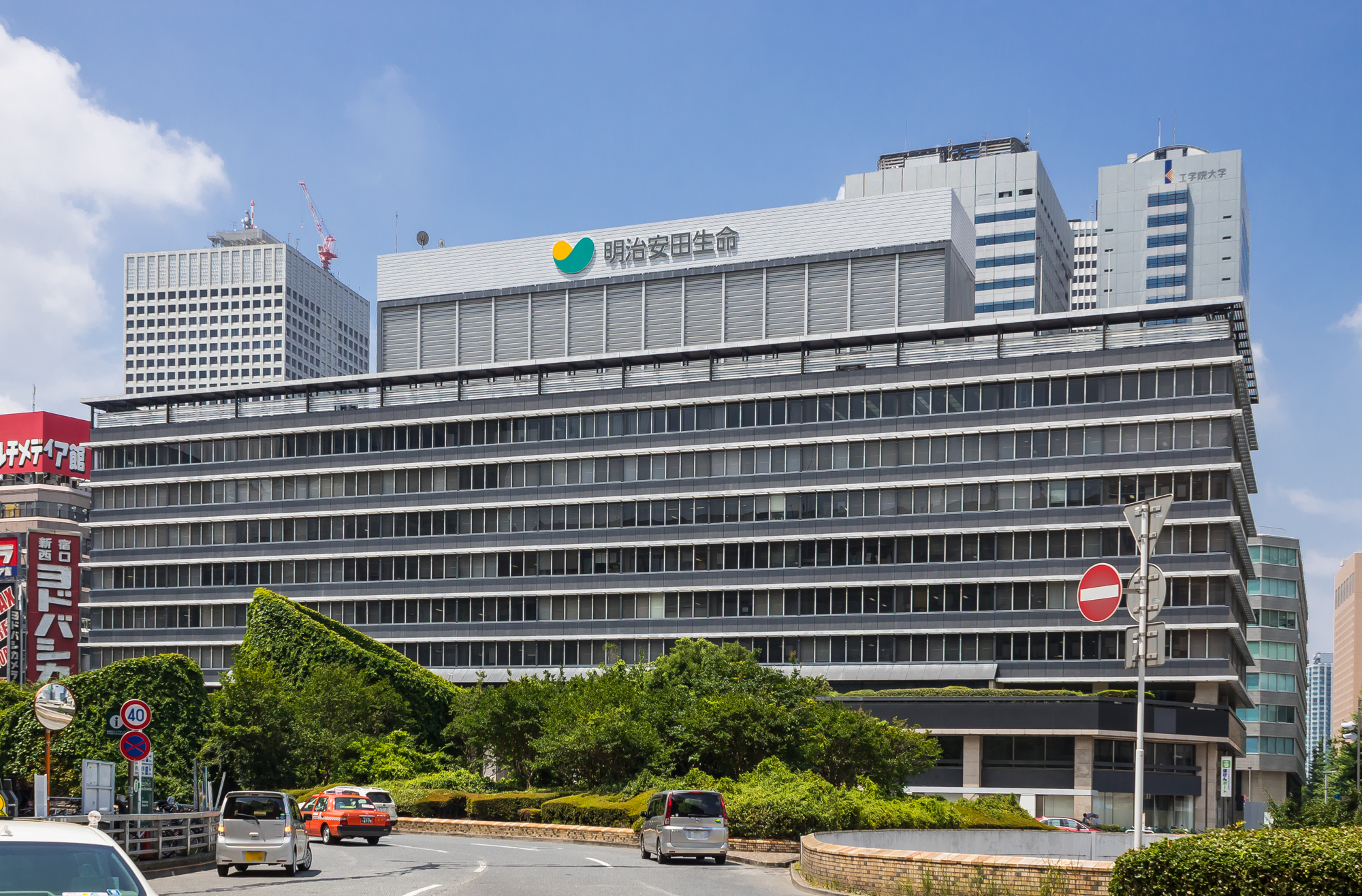
明治安田生命新宿ビル（旧・安田生命本社、現存せず）

三菱金曜会と三菱広報委員会の会員企業であり、芙蓉会の幹事役でもある。
存続会社が明治生命保険であるのと、芙蓉グループが属するみずほグループには他にも生命保険会社がある（第一生命保険、富国生命保険、朝日生命保険）ため、三菱グループ系とみなされることが多く、現に三菱UFJ銀行とは中小企業分野における業務提携を行っている。だが、一方でみずほフィナンシャルグループ（旧富士銀行）、第一生命保険、損害保険ジャパン（旧安田火災海上保険→損害保険ジャパン(初代)→損害保険ジャパン日本興亜）と共同で新入学児童への黄色いワッペンと称する交通安全ワッペンの配布活動 を行うなど、芙蓉グループとのつながりも依然として強い。
このように、三菱UFJフィナンシャル・グループとみずほフィナンシャルグループの両方に結び付きをもつため、両行において明治安田の保険商品が販売されている。独立系だが三和グループと関係の深い日本興亜損害保険（現・損害保険ジャパン）と親密であったが、東京海上日動火災保険(三菱グループの東京海上火災保険と芙蓉グループの日動火災海上保険が合併)と提携しており、2011年から同社の保険商品を取り扱っている。
子会社に明治安田損害保険（2005年に明治損害保険と安田ライフ損害保険が合併）があるが、法人向けに特化している。1996年の保険業法改正で生損保の相互参入が認められ、「損保系生保」が相次いで設立された一方、「生保系損保」も続々誕生した。ところが現在、大手生保グループの一翼を担うのは同社傘下の明治安田損害保険のみである。他に、2001年に安田生命とイギリスのダイレクトグループの共同出資による安田ライフダイレクト損害保険も設立されたが、こちらは2004年に日本興亜損害保険へ譲渡し、そんぽ24損害保険となったのち、同じSOMPOホールディングス傘下となったセゾン自動車火災保険（現:SOMPOダイレクト損害保険）に合併された。

## 沿革
- 1881年（明治14年）7月 - 有限明治生命保險會社が福澤諭吉門下の阿部泰蔵（水上瀧太郎の父）らにより開業。
- 1894年（明治27年）- 安田生命保険の前身である共済生命保険設立。
- 1976年（昭和51年）3月 - 明治生命が業界で初めて、アメリカ合衆国進出としてパシフィック・ガーディアン生命保険株式会社へ経営参加。
- 2004年（平成16年）1月 - 明治生命保険相互会社と安田生命保険相互会社が合併し、明治安田生命保険相互会社発足。
- 2007年（平成19年）12月 - 銀行代理業の許認可を取得し、三菱東京UFJ銀行と中小企業分野において業務提携。
- 2010年（平成22年）11月 - タランクス社（ドイツ）、アブリスト社（インドネシア）、12月ハイアール・グループ（中華人民共和国）と業務提携。
- 2012年（平成24年）
  - 3月 - 介護付有料老人ホームを運営する株式会社サンビナス立川の過半数の株式を取得し、介護施設運営事業へ進出。
  - 6月 - オイロパ社（ポーランド）、7月ワルタ社（ポーランド）の株式を27%取得。
- 2013年（平成25年）7月 - タイライフ社（タイ王国）と戦略提携。
- 2016年（平成28年）3月 - スタンコープ社（アメリカ合衆国）を買収、完全子会社化。
- 2024年（令和6年）1月16日 - ブランド通称を「明治安田生命」から「明治安田」へ変更[13]。
- 2025年（令和7年）
  - 7月 - イオンフィナンシャルサービスからイオン・アリアンツ生命保険の株式を取得し、子会社化[14]。
  - 11月 - 新宿駅西口前の新宿ビル（旧・安田生命本社）跡地などに建てられる地下4階・地上23階の高層ビルが完成予定[15][16]。

## 関連会社・団体

### 国内
- 明治安田損害保険（株）（損害保険事業を営む完全子会社）。
- 明治安田アセットマネジメント（株）（投資助言・代理業、投資運用業、第二種金融商品取引業）。
- 明治安田ライフプランセンター（株）（保険事務代行、保険代理店業、ライフプランに係わる調査・研究、コンサルティング）。
- 明治安田システム・テクノロジー（株）（明治安田系企業を中心にシステムの開発・運用管理を行う企業）。
- （株）明治安田総合研究所（明治安田生命グループが100%の株式を保有する介護や福祉、経済等の調査・研究企業）。
- 明治安田オフィスパートナーズ（株）（保険契約の保全等に関する計算事務、生命保険等の契約確認業、印刷・製本・梱包・配送業務、保険代理店業、福利厚生事務）
- （株）サンビナス立川（有料老人ホームの経営）。
- （株）ダイヤモンド・アスレティックス（アスレティッククラブの経営）。

### 海外 連結子会社・持分法適用関連法人等
- パシフィック・ガーディアン生命保険（株）

本社：ハワイ州ホノルル市。明治安田生命の100%米国子会社。1976年に旧明治生命が同社の株の過半数を取得し、日本の生命保険会社として初めて米国生命保険会社に経営参加した。1985年には100%子会社化。1991年に旧明治生命が株式の100%を取得したハワイアン生命と合併し、ハワイ州内最大の生命保険会社となった。
- スタンコープ・ファイナンシャル・グループ（株）

本社：オレゴン州ポートランド市。2015年に買収し、日本の生命保険会社による海外M&Aとしては過去最大。全米で事業展開しており、団体保険の主要分野において全米トップ10の地位を確立。官公庁や教職員など景気変動に左右されにくい安定した顧客基盤を持ち、14年12月期の純利益は2億1千万ドルだった。
- 北大方正人寿保険有限公司（中華人民共和国上海市）
- PT アブリスト・アシュアランス（インドネシアジャカルタ市）
- TU オイロパ S.A.（ポーランドブロツワフ市）
- TUiR ワルタ S.A.（ポーランドワルシャワ市）
- タイライフ・インシュランス PCL（タイ王国バンコク都）
- 明治安田アメリカ（ニューヨーク）
- 明治安田アジア・パシフィック（シンガポール）
- 明治安田ヨーロッパ（ロンドン）
- 明治安田リアルティ（USA）（デラウェア州ウィルミントン市、米国における不動産投資）

### 財団法人
- 財団法人明治安田厚生事業団
- 財団法人明治安田こころの健康財団
- 財団法人明治安田クオリティオブライフ文化財団

## 不祥事
- 2022年6月、明治安田生命保険元社員が、顧客から預かった保険料約2000万円を着服していた疑いがあることを発表[17]。2023年3月、金融庁は明治安田生命保険に対して、立入検査を始めた[18]。

## 保険商品

### 医療保険
メディカルスタイルF-入院・通院の保障を組み合わせて契約が可能で、加入後も契約の変更が一部可能であることが特徴。

### 学資保険
つみたて学資-返戻率が最大109％になる学資保険。2020年度現在、学資保険の返戻率としては最高水準となっている。(参考：学資保険返戻率ランキング.com)

## 広報活動

### イメージキャラクター
現在
- サザエさん（2025年4月〜）
- 三浦知良[13]（2024年1月16日〜）[注釈 8]
- 中村憲剛・佐藤寿人・播戸竜二（2023年～）[19]
- 松岡修造（2019年10月1日〜）
- 広瀬アリス（2019年10月1日〜）
- 山下リオ（2017年10月1日〜）
- 志尊淳（2019年10月1日〜）
- 戸塚純貴（2019年10月1日〜）
- 松坂桃李（2017年5月1日〜）
- 宮藤官九郎（2017年5月1日〜）
- うさりん（企業イメージキャラクター、2010年〜）
- かめろん（企業イメージキャラクター、2013年〜）
- めいやす ペンタン[13]（企業イメージキャラクター、2024年〜）
- 環亜希（スタジオ地図がキャラクターデザインしたMYリンクコーディネーターイメージキャラクター、2022年〜[20]）

過去
（旧明治生命）
- 渡辺美里
- 深田恭子
- 稲森いずみ
- 役所広司
- 鈴木保奈美
- 山下真司
- 由利徹
- とんねるず
- 狩人
- 逸見政孝
- 佐々木信也

（旧安田生命）
- 瀬戸朝香
- 粟田麗
- 中嶋常幸
- 市毛良枝

（明治安田生命）
- 松井秀喜
- 栗原はるみ
- 速水もこみち
- 相武紗季
- 戸田恵子[注釈 9]
- 江角マキコ
- 伊藤歩
- ボブ・サップ
- 相島一之
- 小泉今日子（2013年10月26日〜）
- 片桐はいり（2013年10月26日〜）
- 桜井美南（2017年9月1日〜）

### CM
前身の旧明治生命時代から続く、「マイハピネスフォトコンテスト」入賞作品を『言葉にできない』をはじめとする小田和正（オフコース）の楽曲にのせて放映するCMシリーズは好評を博し、20年以上に渡り継続して放映されている。
また同社HPでは、このCMシリーズに倣ったオリジナルCMの作成コンテンツを提供している。

### CMソング
現在
- 小田和正『言葉にできない』（2008年〜）
- 小田和正『すべて去りがたき日々』（2024年～）

過去
（旧明治生命）
- 明治生命スーパーライフCMイメージソング
  - 渡辺美里『サマータイム ブルース』（1990年）
- 明治生命CMソング
  - 渡辺美里『Power -明日の子供-』（1990年）
  - 渡辺美里『卒業』（1991年）
  - 渡辺美里『夏が来た!』（1991年）
  - 渡辺美里『クリスマスまで待てない （雪だるま Version）』（1991年）
  - 渡辺美里『泣いちゃいそうだよ』（1992年）
  - TUBE『もう負けないよ』（1994年）
  - TUBE『Horizon』（1994年）
  - TUBE『君に賭けるよ』（1994年）
  - TUBE『いつかの僕よ...』（1995年）
  - TUBE『Only Good Times』（1996年）
  - TUBE『Purity 〜ピュアティ〜』（1997年）
  - TUBE『Open your everything』（1997年）
  - TUBE『Yes, I Know』（1998年）
  - TUBE『この夏一番熱いLove Song』（1998年）
  - 小田和正『言葉にできない』（1999年〜2003年）当初は小田が同社CM用に再収録した音源が使用されており、後に『LOOKING BACK 2』収録盤が使用された。また一時期、小田のライブ映像が使われたことがあった。
  - 野猿『Chicken guys』（2000年）
  - 野猿『太陽の化石』（2000年）
  - 野猿『star』（2001年）

（旧安田生命）
- 安田生命ヴァイタル・パッケージCMイメージソング
  - 大黒摩季『風になれ』（1997年）

（明治安田生命）
- 小田和正『たしかなこと』（2004年〜2014年）
- ビリー・ジョエル『The Longest Time（ロンゲストタイム）』（2008年）
- 小田和正『今日も どこかで』（2011年,2015年）
- 小田和正『ダイジョウブ』（2011年、2017年）

『今日も どこかで』と『ダイジョウブ』は特別協賛している小田のツアーの応援CMに使用。
- 小田和正『その日が来るまで』（2012年）

同年12月25日に放送の『クリスマスの約束』（TBS系列）内の30秒CM(小田が「ご当地紀行」で東北各地を訪れた様子などが放映された)に使用。
- 小田和正『愛になる』（2014年）
- 小田和正『風を待って』（2020年～2024年）

### 提供番組

#### 現在の提供番組
- 日本テレビ系
  - 有吉ゼミ
  - 24時間テレビ 「愛は地球を救う」（毎年8月）
- テレビ朝日系
  - サタデーステーション
  - ナニコレ珍百景
- TBS系
  - 情報7daysニュースキャスター
  - クリスマスの約束（毎年12月）※2018年・2020年・2022年は中止
- テレビ東京系
  - 明治安田レディス ヨコハマタイヤゴルフトーナメント（BSテレ東（2K・4K）同時放送、毎年3月）
- フジテレビ系
  - サザエさん (2025年5月4日〜) ※キー局のフジテレビを除く
- BS民放各局
  - ジモト魂～アスリートたちの原点～（BS朝日・BS朝日 4K）2021年10月9日～[21]

#### 過去の提供番組
旧・明治生命
- 日本テレビ系火曜19時台後半→19時台（1974年10月から36年半に亘り筆頭スポンサーを担当）
  - 三波伸介の家族そろって三つの歌
  - それは秘密です!!
  - コサキン勝手にごっこ
  - クイズ!!体にいいTV
  - 美味しんぼ
  - クイズどんなMONだい?!→対戦版クイズどんなMONだい?! ※ここまで19時台後半枠
  - なんだろう!?大情報! ※ここから19時台全体
  - 火曜デラックス（'95・’96・’97）※2時間枠
  - 噂の!解禁スタジオ
  - 幸せの☆一番星
  - みのもんた爆裂77
  - 伊東家の食卓 →明治安田生命発足後も最終回まで提供。
- 夏休みのサンタさん（日本テレビ系、2001年9月4日）※明治生命創立120周年記念ドラマ
- たったひとつのたからもの（日本テレビ系）
- NNN朝のニュース（日曜、 - 1996年3月31日）→NNNニュースサンデー（1996年4月7日 - 日本テレビ系） ※手話通訳あり、2003年9月末で降板。番組自体は放送中。
- ANNニュース（NETテレビ系、1970年代）

旧・安田生命
- JNNニュースデスク（TBS系）
- MBSナウ（毎日放送・関西ローカル）
- まんが名作劇場 サザエさん（フジテレビ系）

明治安田生命
- 日本テレビ系火曜19時枠（旧明治生命から引き継ぎ）
  - 伊東家の食卓
  - 未知の世界を撮りたい 驚き(秘)映像ハンター!ドリームビジョン
  - サプライズ→SUPER SURPRISE - 複数曜日を担当
  - 火曜サプライズ - 同番組終了を以て撤退[注釈 10]
- 天才!志村どうぶつ園→I LOVE みんなのどうぶつ園（日本テレビ系）
- さんまのからくりTV（TBS系）
- 朝ズバッ!→あさチャン!（TBS系）
- 日曜プライム（テレビ朝日系）
- 熱血!平成教育学院（フジテレビ系）
- 土曜プレミアム（フジテレビ系）
- ミライ☆モンスター（フジテレビ系）
- 松岡修造の崖っぷ地バンザイ!逆境に負けない!地元の元気（テレビ朝日系、2020年11月22日）
- Jフットニスタ（朝日放送テレビ）
- サスティな!〜こんなとこにもSDGs〜 （フジテレビ系）※60秒

### スポーツ
- 明治安田生命硬式野球部
- 明治安田生命ホーリーズ
- PentaOceanパイレーツ（旧明治安田PentaOceanパイレーツ）
- 日本プロサッカーリーグ（2014年のJリーグで協賛スポンサーの最上級カテゴリ「トップパートナー」と、J3リーグ大会タイトルパートナーにそれぞれ就任。2015年からはJリーグ（J1・J2を含む）全体の「タイトルパートナー」となった。上述の通り2024年度から三浦知良が企業タレントに起用されている）
- 明治安田レディスゴルフトーナメント
- 女子プロゴルファー所属契約
  - 勝みなみ
  - 鶴岡果恋
  - 小倉彩愛

### 文化活動
- 明治安田生命ホール